# Stratyfikacja nasion

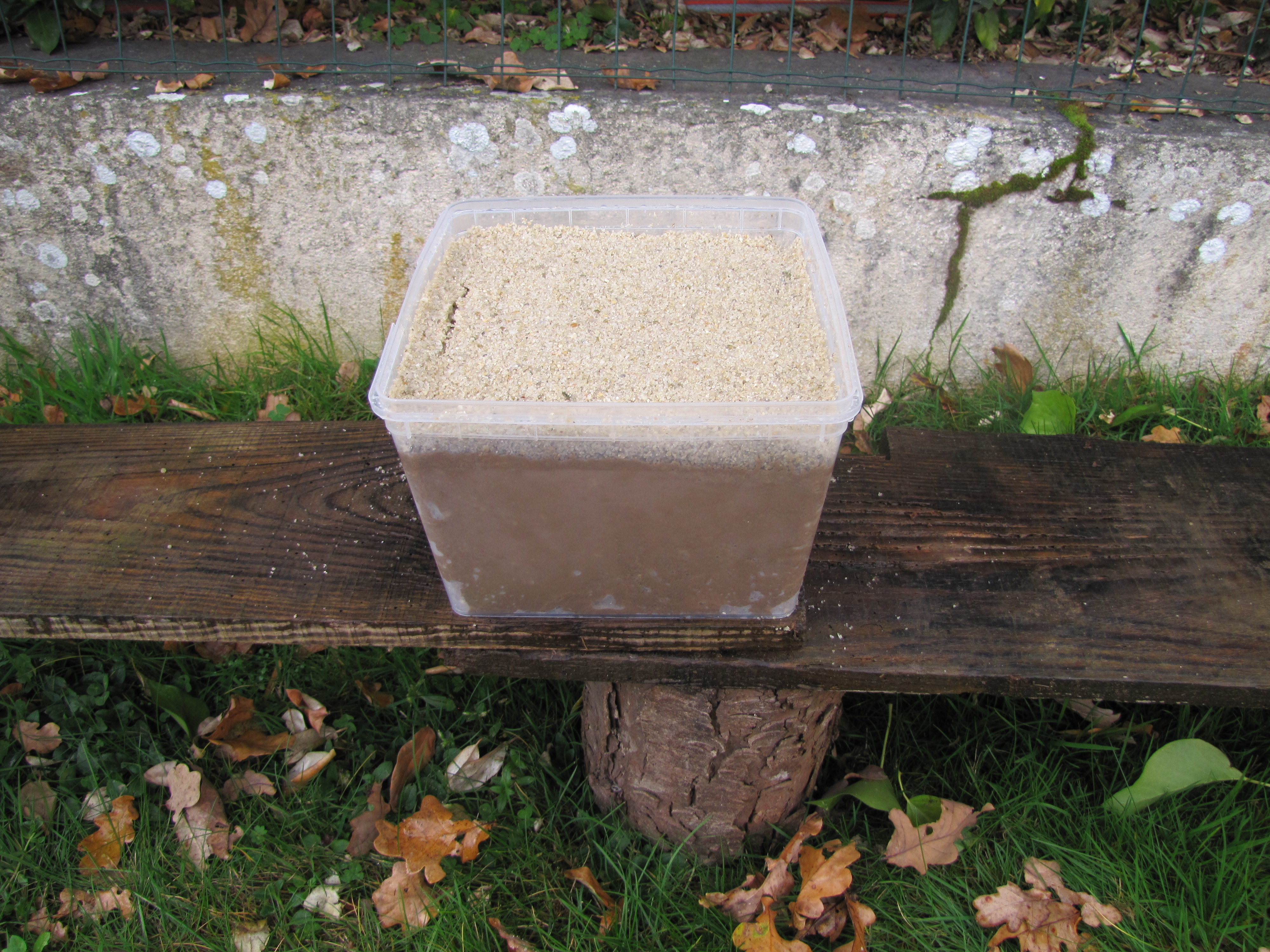
nasiona przechowywane zimą w cieniu, w pojemniku z ziemią i piaskiem.

Stratyfikacja nasion – proces przysposabiania nasion do kiełkowania, polegający na usunięciu spoczynku, poprzez umieszczenie nasion w wilgotnym podłożu o niskiej temperaturze (stratyfikacja chłodna) lub podłożu o temperaturze sprzyjającej kiełkowaniu (stratyfikacja ciepła). Nasiona niektórych gatunków roślin wymagają zarówno stratyfikacji ciepłej jak i chłodnej.
Nasiona warzyw, np. łubinu, marchwi, oraz drzew przekłada się przed siewem warstwami wilgotnego piasku lub miału torfowego w temperaturze 1–10 °C, mające spowodować ich napęcznienie oraz szybsze i równomierniejsze wschody.
Poprzez stratyfikację, czyli przysposobienie nasion do siewu, może w warunkach kontrolowanych ulec skróceniu okres przelegiwania oraz letargu. W okresie stratyfikacji zachodzi główna faza rozwoju zarodka oraz proces jaryzacji.